# Diecezja wrocławska (Kościół Ewangelicko-Augsburski w RP)
Diecezja wrocławska – diecezja Kościoła Ewangelicko-Augsburskiego w RP. Diecezja liczy 15 parafii obsługiwanych przez 20 duchownych. Siedzibą diecezji jest Wrocław.

## Historia
31 lipca 1946 r. zwierzchnictwo nad parafiami luterańskimi na ziemiach odzyskanych przejął Konsystorz Kościoła Ewangelicko-Augsburskiego. Sytuacja Kościoła ewangelickiego bezpośrednio po wojnie była bardzo trudna. W 1947 roku na Dolnym Śląsku istniało 37 parafii, te dały zaczątek diecezji wrocławskiej. Pierwszym seniorem został ks. Waldemar Preiss.
Zwierzchnicy diecezji wrocławskiej Kościoła Ewangelicko-Augsburskiego w RP
| Lata posługi | Zwierzchnik diecezji           | Lata życia | Uwagi |
| ------------ | ------------------------------ | ---------- | --- |
| 1947–1952    | ks. senior Waldemar Preiss     | 1908–1973  | |
| 1952–1958    | ks. senior Gustaw Gerstenstein | 1906–1964  | |
| 1958–1979    | ks. senior Waldemar Lucer      | 1906–1992  | |
| 1980–1994    | ks. bp Józef Pośpiech          | 1930–2003  | |
| 1994–2015    | ks. bp Ryszard Bogusz          | ur. 1951   | wybrany na drugą kadencję w 2004 roku                                                                                  |
| 2015-2025    | ks. bp Waldemar Pytel          | ur. 1958   | wybrany 25 października 2014, wprowadzony w urząd 7 marca 2015                                                         |
| 2025         | ks. bp Marcin Orawski          | ur. 1970   | wybrany 22 marca 2025, od 1 lipca 2025 administrator diecezji, wprowadzenie w urząd odbędzie się 14 września 2025 roku |

## Władze
- biskup diecezjalny – bp Waldemar Pytel
- kurator – Katarzyna Bruzi
- radca duchowny – ks. Marcin Orawski, od 1 lipca 2025 ks. Cezary Królewicz
- radca świecki – Lucyna Żak

## Parafie

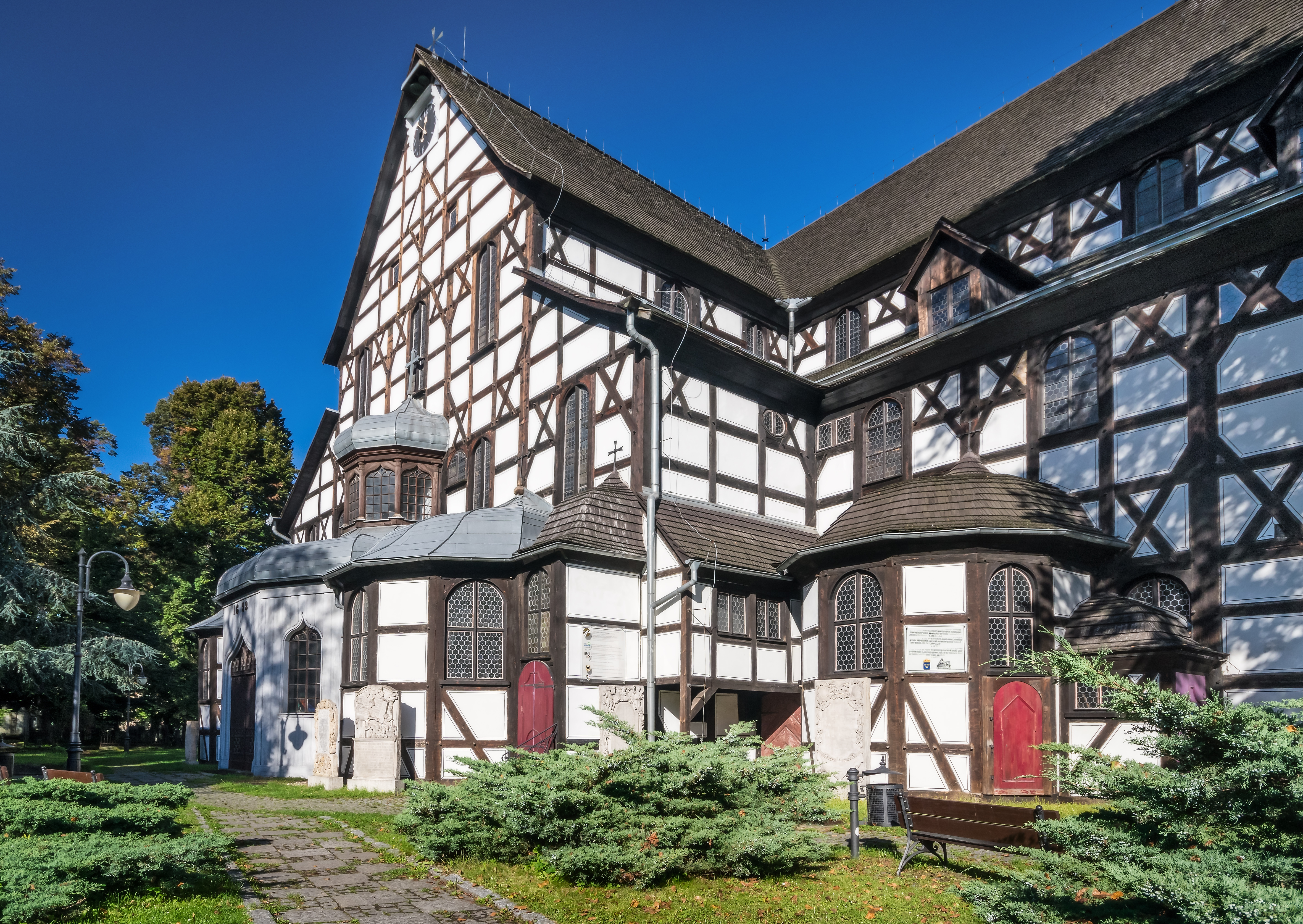
Kościół Pokoju w Świdnicy

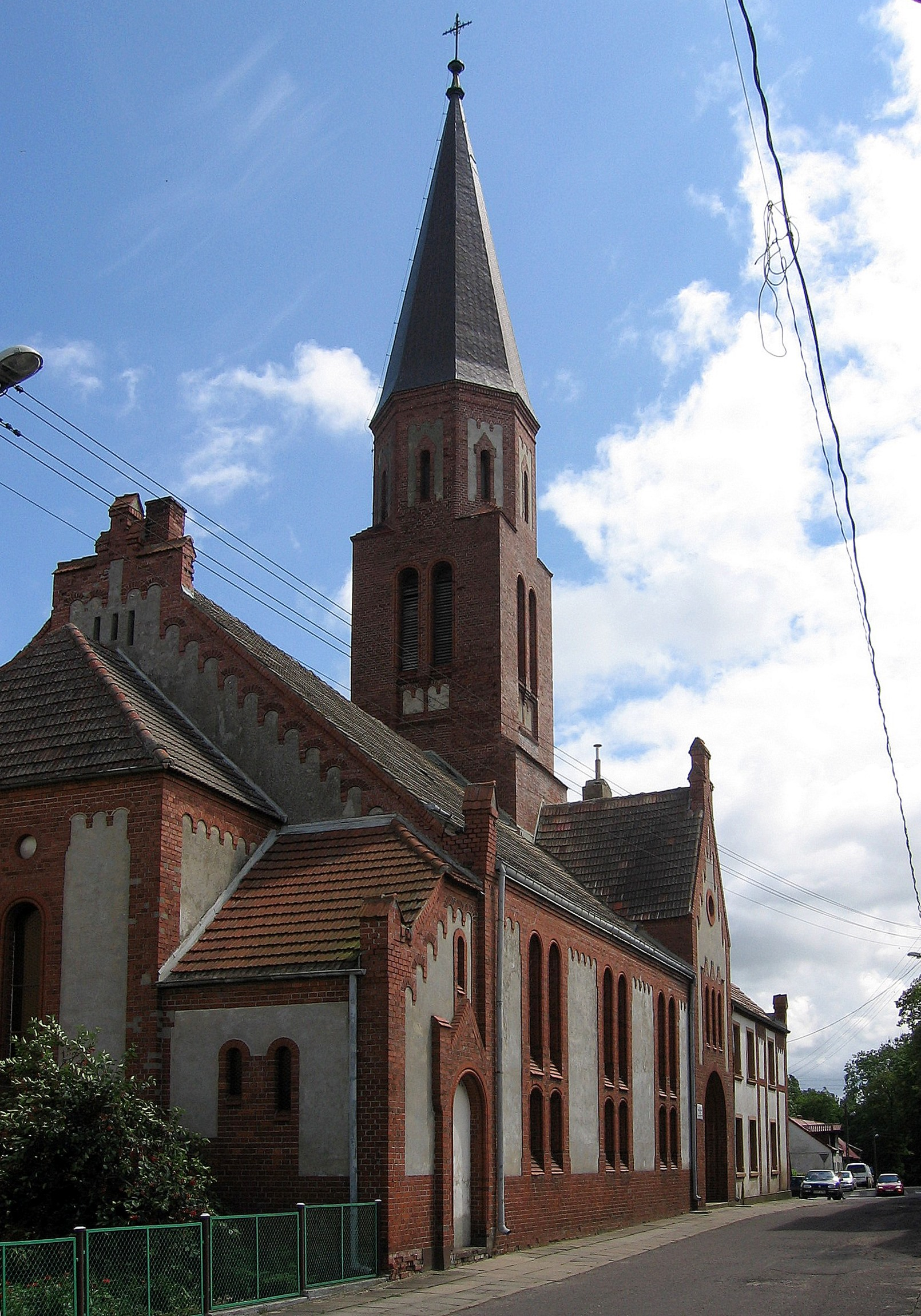
Kościół św. Jana w Trzebiatowie

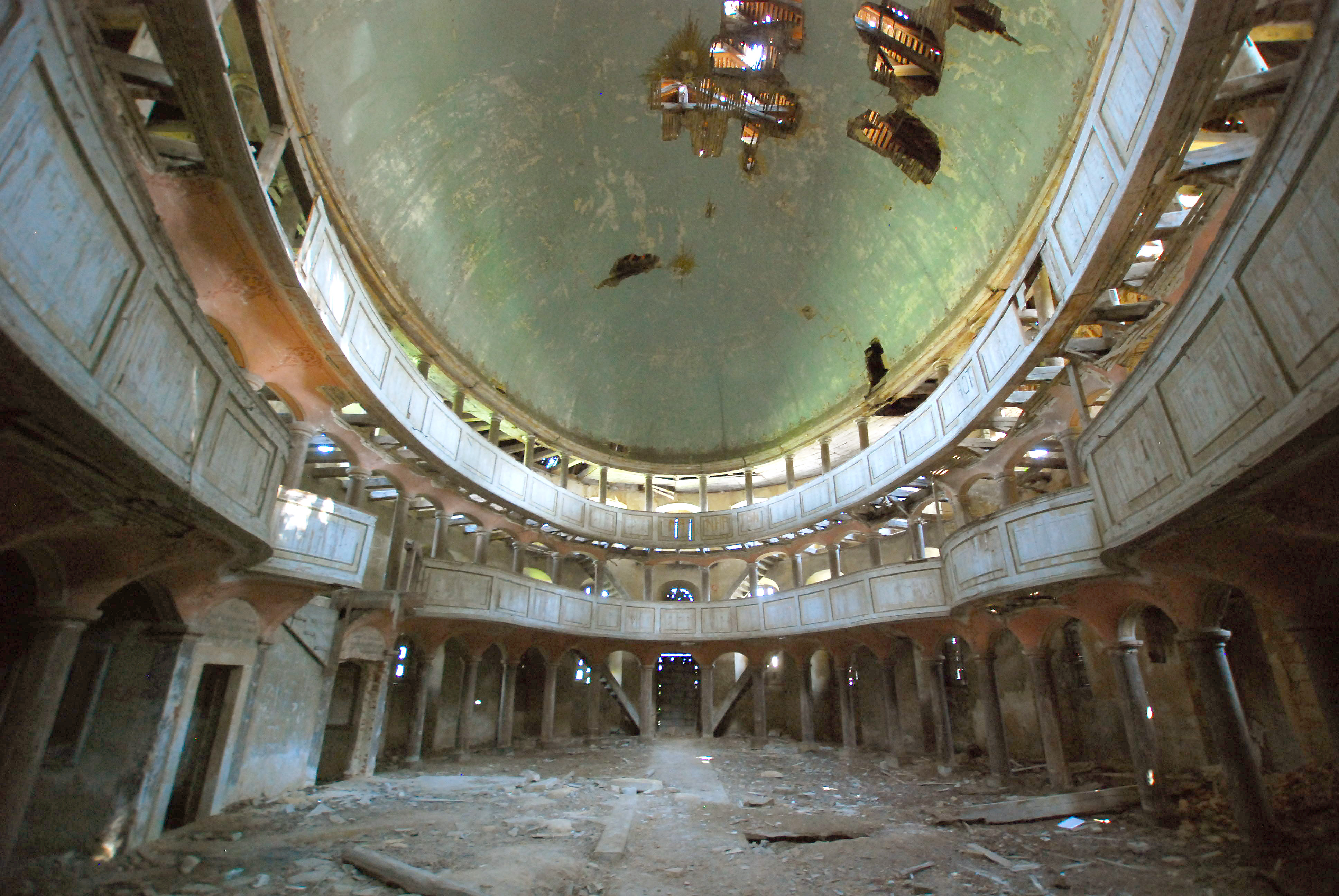
Wnętrze dawnego kościoła ewangelickiego w Żeliszowie

- parafia w Gorzowie Wielkopolskim, proboszcz administrator: bp płk Mirosław Wola,
  - filiał w Barlinku
  - filiał w Słubicach
- parafia w Jaworze (Kościół Pokoju w Jaworze), proboszcz: ks. Tomasz Stawiak,
  - filiał w Nowym Kościele
- parafia w Jeleniej Górze-Cieplicach, proboszcz: ks. Sebastian Kozieł,
- parafia w Karpaczu (Kościół Wang), proboszcz: ks. Edwin Pech,
- parafia w Kłodzku, proboszcz: ks. Robert Sitarek,
  - filiał w Kudowie-Zdroju
  - filiał w Opolnicy
  - filiał w Ząbkowicach Śląskich
- parafia w Legnicy, proboszcz: ks. Jerzy Gansel,
  - filiał w Głogowie
  - filiał w Lubinie
- parafia w Lubaniu, proboszcz: ks. Cezary Królewicz,
  - filiał w Bogatyni
  - filiał w Bolesławcu
  - filiał w Zgorzelcu
- parafie w Sycowie i Międzyborzu, proboszcz: ks. Rafał Miller,
  - filiał w Starej Hucie
- parafia w Szczecinie (Kościół Świętej Trójcy w Szczecinie), proboszcz: ks. Sławomir Sikora,
  - filiał w Kłodzinie
  - filiał w Trzebiatowie
- parafia w Świdnicy (Kościół Pokoju w Świdnicy), proboszcz: ks. Waldemar Pytel,
  - filiał w Bielawie
  - filiał w Dzierżoniowie
- parafia w Wałbrzychu, proboszcz: ks. Waldemar Szczugieł,
  - filiał w Kamiennej Górze
  - filiał w Nowej Rudzie
- parafia Opatrzności Bożej we Wrocławiu (kościół parafialny Opatrzności Bożej), proboszcz: ks. Marcin Orawski,
  - filiał w Oleśnicy
- parafia św. Krzysztofa we Wrocławiu (kościół parafialny św. Krzysztofa), admiinistrator: ks. Karol Bolesław Długosz,
  - filiał – Ewangelicki Kościół Wojskowy im. Króla Gustawa Adolfa we Wrocławiu
  - filiał niemieckojęzyczny w Jeleniej Górze
  - filiał niemieckojęzyczny w Legnicy
  - filiał niemieckojęzyczny w Świdnicy
  - filiał niemieckojęzyczny w Wałbrzychu
- parafia w Zielonej Górze, proboszcz: ks. Marcin Rayss,
  - filiał w Kożuchowie
  - filiał w Nowej Soli
- parafia w Żarach, proboszcz: ks. Andrzej Dębski.
  - filiał w Żaganiu

## Dane teleadresowe
- Diecezja Wrocławska Kościoła Ewangelicko-Augsburskiego w RP
- ul. ks. Marcina Lutra 2
- 54-239 Wrocław